# Rio Bobaia
O Rio Bobaia é um rio da Romênia afluente do Rio Luncani, localizado no distrito de Hunedoara.